# Бранко Ґрюнбаум
Бранко Ґрюнбаум (2 жовтня 1929, Осієк, Хорватія — 14 вересня 2018, Сіетл, США) — ізраїльський і американський математик, автор понад 200 наукових праць, переважно в галузі комбінаторної геометрії, один із творців теорії абстрактних многогранників.

## Життєпис
1948 року почав вивчати математику в університеті Загреба. 1949 року емігрував до Ізраїлю. 1957 року здобув докторський ступінь у Єврейському університеті в Єрусалимі. Працював у Інституті перспективних досліджень, Мічиганському і Вашингтонському університетах. 1995 року знайшов і виправив помилку в колишньому доведенні теореми Ердеша — Сьокефальві-Надя.

## Визнання
- 2005 року за книгу Convex Polytopes відзначений премією Стіла.[10]
- З 2012 року є дійсним членом Американського математичного товариства.[11]

## Книги
- Grünbaum, Branko (2003) [1967], Kaibel, Volker; Klee, Victor; Ziegler, Günter M. (ред.), Convex Polytopes, Graduate Texts in Mathematics, т. 221 (вид. 2nd), Springer-Verlag, ISBN 0-387-00424-6.[12]
- Grünbaum, B. (1972), Arrangements and Spreads, Regional Conference Series in Mathematics, т. 10, Providence, R.I.: American Mathematical Society.[13]
- Grünbaum, Branko; Shephard, G. C. (1987), Tilings and Patterns, New York: W. H. Freeman, ISBN 0-7167-1193-1.[14]
- Grünbaum, Branko (2009), Configurations of Points and Lines, Graduate Studies in Mathematics, т. 103, American Mathematical Society, ISBN 978-0-8218-4308-6, MR 2510707.[15]

### Як редактор
- Davis, Chandler; Grünbaum, B.; Sherk, F. A., ред. (2012) [1981], The Geometric Vein: The Coxeter Festschrift, Springer Science & Business Media, ISBN 978-1-4612-5648-9